# 309 (tal)
309 är det naturliga talet som följer 308 och som följs av 310.

## Inom vetenskapen
- 309 Fraternitas, en asteroid.

## Inom matematiken
- 309 är ett udda tal
- 309 är ett sammansatt tal
- 309 är ett defekt tal
- 309 är ett Hilberttal
- 309 är ett centrerat ikosaedertal